# Ezgjan Alioski
Ezgjan Alioski (makedonska: Езѓан Алиоски), född 12 februari 1992 i Prilep, är en nordmakedonsk fotbollsspelare som spelar för Al-Ahli och Nordmakedoniens landslag. Han kan spela som yttermittfältare, anfallare, offensiv mittfältare eller vänsterback. Alioski är av albansk härkomst.

## Klubblagskarriär

### Schweiziska klubbar
Alioski fostrades i den schweiziska storklubben Young Boys ungdomsverksamhet, och spelade för klubbens B-lag i tre säsonger innan han 2013 gick vidare till Schaffhausen i den schweiziska andradivisionen. I januari 2016 lånades han ut till Lugano, där han fick byta position från vänsterback till en offensiv mittfältsroll, vilket ledde till hans genombrott.  Sommaren 2016 blev hans övergång till Lugano permanent, och den följande säsongen gjorde han 17 mål och 14 assist på 36 matcher i alla tävlingar. Sommaren 2017 förekom omfattande intresse för Alioski från klubbar i flera stora ligor, däribland Serie A och Bundesliga.

### Leeds United

#### 2017/2018
Den 13 juli 2017 värvades Alioski av den engelska Championship-klubben Leeds United. Han debuterade i säsongspremiären mot Bolton Wanderers den 6 augusti, där han spelade fram Chris Wood till dennes mål i en seger med 3-2. I matchen mot Sunderland den 19 augusti 2017, som slutade i seger med 2-0, spelade han fram till ytterligare ett mål, och blev utsedd till matchens bäste spelare. Veckan efter, den 26 augusti, blev han återigen utsedd till matchens bäste spelare, och gjorde sitt första mål för Leeds när Nottingham Forest besegrades med 2-0. Alioskis mål mot Forest utsågs senare till augusti månads snyggaste mål i divisionen.
I november 2017 gjorde Alioski mål i samtliga av Leeds Uniteds fyra ligamatcher. Han belönades med klubbens utmärkelse för den månadens bäste spelare. Alioski spelade 45 matcher under sin debutsäsong i Leeds. Han gjorde sju ligamål, vilket placerade honom som klubbens delat tredje bästa målskytt för säsongen.

#### 2018/2019
Under säsongen 2018/2019 spelade Alioski samtliga Leeds 47 matcher i serie och bägge cuper till och med den 22 april, då han tvingades bryta en bortamatch mot Brentford i den 12:e minuten på grund av en meniskskada, som gjorde att han missade de kvarvarande fyra matcherna i serie och playoff. Han gjorde sju mål under säsongen, som han inledde på mittfältet innan han på grund av skador tog över vänsterbacksplatsen.

#### 2020/2021
Efter säsongen 2020/2021 lämnade Alioski klubben efter att parterna inte lyckats komma överens om ett nytt kontrakt.

### Al-Ahli
I juli 2021 värvades Alioski av saudiska Al-Ahli. Den 2 augusti 2022 lånades han ut till turkiska Fenerbahçe på ett säsongslån.

## Landslagskarriär
Efter att ha representerat Makedonien på ungdomsnivå under flera år, debuterade Alioski i seniorlandslaget den 11 oktober 2013. Han spelade då hela matchen när Makedonien förlorade borta mot Wales med 1-0 i en kvalmatch till VM i Brasilien. Fyra dagar senare startade han igen i en ny kvalförlust med 5-1 mot Serbien. I kvalet till EM 2016 fick Alioski spela fyra matcher, varav ett inhopp.
När kvalspelet till VM i Ryssland 2018 inleddes hade Alioski hunnit få sitt genombrott i Lugano, varvid han också tog en ordinarie plats i landslaget. Han spelade nio av tio matcher i kvalet och gjorde ett mål. Makedonien slutade näst sist i gruppen, ett fall framåt efter att ha slutat sist de två föregående mästerskapskvalen. När den nya turneringen Nations League startade under hösten 2018 gjorde Alioski mål i var och en av Makedoniens tre första matcher.
Alioski spelar normalt vänsterback i landslaget.